# Osella d'or
L'Osella d'or (Osella d'oro) est l'une des récompenses les plus prestigieuses décernées à la Mostra de Venise. Elle a été créée en 1987 par le comité d'organisation du festival.
Nommée d'après l'osella historique, une médaille commémorative remise par les doges de Venise à des citoyens éminents de leur république, l'Osella d'or récompense les réalisations exceptionnelles dans le cinéma, englobant un large éventail de contributions créatives et techniques.
Elle a été attribuée de manière irrégulière : les derniers lauréats ont été en 2012 Olivier Assayas et Daniele Ciprì pour leurs travaux respectifs dans les films Après Mai et Mon père va me tuer.

## Historique
L'Osella d'or a été créée en 1987 lors de la 44e édition du Festival international du film de Venise et a été décernée pendant plus de deux décennies, devenant ainsi l'un des prix les plus emblématiques du festival. Depuis sa création, elle a récompensé l'excellence dans divers domaines cinématographiques, tels que la réalisation, le scénario, la direction de la photographie, les décors, les costumes, la musique et le montage. Ce prix s'inspire de la tradition de l’osella, qui remonte au XVe siècle dans la république de Venise, où le doge distribuait des médaillons en argent aux membres du Maggior Consiglio et à d'autres citoyens éminents. Chaque médaillon arborait des gravures uniques, souvent représentant le doge lui-même ou des scènes de la vie vénitienne, symbolisant la place respectée du récipiendaire dans la ville.
Au fil des décennies, le jury officiel du festival a sélectionné les récipiendaires de l'Osella d'or en fonction des films en compétition officielle. Les premiers lauréats furent en 1987 Luciano Ricceri, Nana Cecchi, Sten Holmberg, David Mamet et Richard Robbins pour leurs responsabilités respectives dans Les Lunettes d'or, Hip hip hurra!, Engrenages et Maurice. De 1999 à 2003, aucune Osella d'or n'a été décernée, bien que des prix de scénario aient été attribués à Les Cent Pas (2000) et Y tu mamá también (2001), et que des prix techniques aient été remis à Loin du paradis (2002) et Buongiorno, notte (2003). Elle a été réintroduite en 2004 avec une Osella d'or spéciale décernée au studio Ghibli pour Le Château ambulant, marquant ainsi la seule occasion où la médaille a été attribuée à un studio de production. L'Osella d'or a été attribuée pour la dernière fois en 2012. À partir de l'année suivante, un prix de scénario est remis sous la forme traditionnelle d'un lion en métal, différent d’une osella.
Jusqu'en 2012, Sooni Taraporevala, Cuca Canals, Paz Alicia Garciadiego et Anne Fontaine étaient les seules femmes scénaristes à avoir remporté le prix pour leurs œuvres respectives sur Mississippi Masala, La Lune et le Téton, Carmin profond et Nettoyage à sec . De plus, Nana Cecchi, Dominique Auvray, Mónica Chirinos, Marisa Pecanins et Sylvie Olivé ont été honorées pour leurs contributions techniques exceptionnelles, respectivement dans Les Lunettes d'or, S'en fout la mort, Carmin profond et Mr. Nobody.
Carmin profond se distingue comme le seul film à avoir reçu trois prix, tandis que Les Lunettes d'or est le seul film à l’avoir remporté deux fois. Par ailleurs, Trois couleurs : Bleu (1993) et Lust, Caution (2007) sont les uniques films à avoir simultanément reçu le prix principal du festival, le Lion d'or.

## Palmarès
| Année       | Titre                                    | Titre original                           | Récipiendaires                                   | Réf.        |             |
| Années 1980 | Années 1980                              | Années 1980                              | Années 1980                                      | Années 1980 | Années 1980 |
| ----------- | ---------------------------------------- | ---------------------------------------- | ------------------------------------------------ | ----------- | ----------- |
| 1987        | Engrenages                               | House of Games                           | David Mamet                                      | [ 3 ]       |             |
| 1987        | Hip hip hurra!                           | Hip hip hurra!                           | Sten Holmberg                                    | [ 4 ]       |             |
| 1987        | Les Lunettes d'or                        | Gli occhiali d'oro                       | Luciano Ricceri                                  | [ 5 ]       |             |
| 1987        | Les Lunettes d'or                        | Gli occhiali d'oro                       | Nana Cecchi                                      | [ 5 ]       |             |
| 1987        | Maurice                                  | Maurice                                  | Richard Robbins                                  | [ 6 ]       |             |
| 1988        | Brûlant Secret                           | Burning Secret                           | Bernd Lepel                                      | [ 7 ]       |             |
| 1988        | Femmes au bord de la crise de nerfs      | Mujeres al borde de un ataque de nervios | Pedro Almodóvar                                  | [ 8 ]       |             |
| 1988        | Le Moine noir                            | Чёрный монах                             | Vadim Ioussov                                    | [ 9 ]       |             |
| 1988        | Un señor muy viejo con unas alas enormes | Un señor muy viejo con unas alas enormes | Pablo Milanés, Gianni Nocenzi, José María Vitier | [ 10 ]      |             |
| 1989        | Australia                                | Australia                                | Yórgos Arvanítis                                 | [ 11 ]      |             |
| 1989        | I Want to Go Home                        | I Want to Go Home                        | Jules Feiffer                                    | [ 12 ]      |             |
| Année 1990  |                                          |                                          |                                                  |             |             |
| 1990        | Edinstveniyat svidetel                   | Edinstveniyat svidetel                   | Valeri Milovansky                                | [ 13 ]      |             |
| 1990        | Les Garçons de la rue                    | Ragazzi fuori                            | Mauro Marchetti                                  | [ 14 ]      |             |
| 1990        | S'en fout la mort                        | S'en fout la mort                        | Dominique Auvray                                 | [ 15 ]      |             |
| 1991        | Allemagne année 90 neuf zéro             | Allemagne année 90 neuf zéro             | Jean-Luc Godard                                  | [ 16 ]      |             |
| 1991        | Cerro Torre : Le Cri de la roche         | Cerro Torre: Schrei aus Stein            | Werner Herzog                                    | [ 17 ]      |             |
| 1991        | Mississippi Masala                       | Mississippi Masala                       | Sooni Taraporevala                               | [ 18 ]      |             |
| 1993        | Un, deux, trois, soleil                  | Un, deux, trois, soleil                  | Khaled                                           | [ 19 ]      |             |
| 1993        | Trois Couleurs : Bleu                    | Trois Couleurs : Bleu                    | Sławomir Idziak                                  | [ 20 ]      |             |
| 1994        | Les Cendres du temps                     | 東邪西毒                                 | Christopher Doyle                                | [ 21 ]      |             |
| 1994        | Lamerica                                 | Lamerica                                 | Gianni Amelio                                    | [ 22 ]      |             |
| 1994        | La Lune et le Téton                      | La Teta y la luna                        | Bigas Luna et Cuca Canals                        | [ 23 ]      |             |
| 1995        | Au beau milieu de l'hiver                | In the Bleak Midwinter                   | Kenneth Branagh                                  | [ 24 ]      |             |
| 1995        | Det, une petite fille                    | Det Yani Dokhtar                         | Abolfazl Jalili                                  | [ 25 ]      |             |
| 1995        | Maborosi                                 | 幻の光                                   | Masao Nakabori                                   | [ 26 ]      |             |
| 1996        | Carmin profond                           | Profundo Carmesí                         | Mónica Chirinos et Marisa Pecanins               | [ 27 ]      |             |
| 1996        | Carmin profond                           | Profundo Carmesí                         | Paz Alicia Garciadiego                           | [ 27 ]      |             |
| 1996        | Carmin profond                           | Profundo Carmesí                         | David Mansfield                                  | [ 27 ]      |             |
| 1997        | Chinese Box                              | Chinese Box                              | Graeme Revell                                    | [ 28 ]      |             |
| 1997        | Ossos                                    | Ossos                                    | Emmanuel Machuel                                 | [ 29 ]      |             |
| 1997        | Nettoyage à sec                          | Nettoyage à sec                          | Anne Fontaine et Gilles Taurand                  | [ 30 ]      |             |
| 1998        | L'Arbre aux seringues                    | L'albero delle pere                      | Luca Bigazzi                                     | [ 31 ]      |             |
| 1998        | Conte d'automne                          | Conte d'automne                          | Éric Rohmer                                      | [ 32 ]      |             |
| 1998        | La Nuage                                 | La nube                                  | Gerardo Gandini                                  | [ 33 ]      |             |
| Année 2000  |                                          |                                          |                                                  |             |             |
| 2004        | Le Château ambulant                      | ハウルの動く城                           | Studio Ghibli                                    | [ 34 ]      |             |
| 2005        | Les Amants réguliers                     | Les Amants réguliers                     | William Lubtchansky                              | [ 35 ]      |             |
| 2005        | Good Night and Good Luck                 | Good Night and Good Luck                 | George Clooney et Grant Heslov                   | [ 36 ]      |             |
| 2006        | Les Fils de l'homme                      | Children of Men                          | Emmanuel Lubezki                                 | [ 37 ]      |             |
| 2006        | The Queen                                | The Queen                                | Peter Morgan                                     | [ 38 ]      |             |
| 2007        | It's a Free World!                       | It's a Free World!                       | Paul Laverty                                     | [ 39 ]      |             |
| 2007        | Lust, Caution                            | 色，戒                                   | Rodrigo Prieto                                   | [ 40 ]      |             |
| 2008        | Soldat de papier                         | Бумажный солдат                          | Maksim Drozdov et Alisher Khamidkhodzhaev        | [ 41 ]      |             |
| 2008        | Teza                                     | Teza                                     | Haile Gerima                                     | [ 42 ]      |             |
| 2009        | Life During Wartime                      | Life During Wartime                      | Todd Solondz                                     | [ 43 ]      |             |
| 2009        | Mr Nobody                                | Mr Nobody                                | Sylvie Olivé                                     | [ 44 ]      |             |
| Année 2010  |                                          |                                          |                                                  |             |             |
| 2010        | Balada triste                            | Balada triste de trompeta                | Álex de la Iglesia                               | [ 45 ]      |             |
| 2010        | Le Dernier Voyage de Tanya               | Овсянки                                  | Mikhail Krichman                                 | [ 46 ]      |             |
| 2011        | Alps                                     | Άλπεις                                   | Yorgos Lanthimos et Efthymis Filippou            | [ 47 ]      |             |
| 2011        | Les Hauts de Hurlevent                   | Wuthering Heights                        | Robbie Ryan                                      | [ 48 ]      |             |
| 2012        | Après Mai                                | Après Mai                                | Olivier Assayas                                  | [ 49 ]      |             |
| 2012        | Mon père va me tuer                      | È stato il figlio                        | Daniele Ciprì                                    | [ 50 ]      |             |